# کوه سه‌پایه
کوه سه‌پا مرتفع‌ترین کوه بلندی‌های شرق تهران است، و در شرق آن ده ترکمن قرار دارد. این کوه ۲۱۱۰ متر از سطح آب‌های آزاد ارتفاع دارد و سرچشمهٔ رودخانه سرخه‌حصار است.